# 4892 Chrispollas
4892 Chrispollas (1985 TV2) là một tiểu hành tinh vành đai chính được phát hiện ngày 11 tháng 10 năm 1985 bởi CERGA ở Caussols.